# Temps de Planck
El temps de Planck (tP) és l'interval de temps més curt que té significat físic, i qualsevol interval de temps inferior per definició és refratari a qualsevol descripció coronològica. En cosmologia, representa el temps després del big-bang més enllà del qual s'han de tenir en compte els efectes quàntics de la gravetat. En aquest sentit, no hi ha cap teoria física que pugui descriure escles temporals més curtes que el temps de Planck, com ara els primers esdeveniments després del big-bang. S'ha conjecturat que no cal que l'estructura del temps sigui contínua en intervals comparables al temps de Planck. Rep el nom del físic Max Planck.
Es pot determinar en funció d'altres constants de la naturalesa:
{\displaystyle t_{P}={\sqrt {\frac {\hbar G}{c^{5}}}}\approx } 5,391 × 10−44 segons
en què ћ és la constant de Planck reduïda, G és la constant de la gravitació universal i c és la velocitat de la llum en el buit.
El temps de Planck és el temps que trigaria un fotó a travessar una distància igual a la longitud de Planck en el buit, i representa la mínima quantització del temps. L'edat estimada de l'Univers (4,3 × 1017 s) és aproximadament 8 × 1060 tP. Segons la teoria de la xarxa d'espín, l'espaitemps està quantitzat i no hi pot haver una longitud menor que la longitud de Planck.

## Història i definició
El concepte d'unitats naturals va ser introduït l'any 1874, quan George Johnstone Stoney, observant que la càrrega elèctrica està quantitzada, va derivar unitats de longitud, temps i massa, ara anomenades unitats Stoney en el seu honor. Stoney va triar les seves unitats per tal que G, c, i la càrrega de l'electró e fossin numèricament iguals a 1. L'any 1899, un any abans del naixement de la teoria quàntica, Max Planck va introduir el que més tard es coneixeria com la constant de Planck. Al final de l'article, va proposar les unitats bàsiques que més tard van ser anomenades en el seu honor. Les unitats de Planck es basen en el que es coneix habitualment com la constant de Planck, que va aparèixer en l'aproximació de Wien per a la radiació del cos negre. Planck va destacar la universalitat del nou sistema d'unitats:
| «            | alemany ... die Möglichkeit gegeben ist, Einheiten für Länge, Masse, Zeit und Temperatur aufzustellen, welche, unabhängig von speciellen Körpern oder Substanzen, ihre Bedeutung für alle Zeiten und für alle, auch außerirdische und außermenschliche Culturen notwendig behalten behalten und welche daher als "natürliche Maßeinheiten" bezeichnet werden können | català ...és possible establir unitats per a la longitud, la massa, el temps i la temperatura, que són independents de cossos o substàncies especials, conservant necessàriament el seu significat per a tots els temps i per a totes les civilitzacions, incloses les extraterrestres i les no humanes, que poden denominar-se "unitats de mesura naturals". | » |
| — Max Planck | | |   |

Planck va considerar únicament les unitats basades en les constants universals {\displaystyle G}, {\displaystyle h}, {\displaystyle c} i {\displaystyle k_{rmB}} per arribar a les unitats naturals de longitud, temps, massa i temperatura. Les seves definicions difereixen de les modernes en un factor de {\displaystyle {\sqrt {2\pi }}}, perquè les definicions modernes utilitzen {\displaystyle \hbar } en lloc de {\displaystyle h}.
| Nom                   | Dimensió        | Expressió                                                                     | Valor (unitats del SI) |
| --------------------- | --------------- | ----------------------------------------------------------------------------- | ---------------------- |
| Longitud de Planck    | longitud (L)    | {\displaystyle l_{\text{P}}={\sqrt {\frac {\hbar G}{c^{3}}}}}                 | 1.616255(18)×10−35 m   |
| Massa de Planck       | massa (M)       | {\displaystyle m_{\text{P}}={\sqrt {\frac {\hbar c}{G}}}}                     | 2.176434(24)×10−8 kg   |
| Temps de Planck       | temps (T)       | {\displaystyle t_{\text{P}}={\sqrt {\frac {\hbar G}{c^{5}}}}}                 | 5.391247(60)×10−44 s   |
| Temperatura de Planck | temperatura (Θ) | {\displaystyle T_{\text{P}}={\sqrt {\frac {\hbar c^{5}}{Gk_{\text{B}}^{2}}}}} | 1.416784(16)×10³² K    |

A diferència del que passa amb el Sistema Internacional d'Unitats, no existeix una entitat oficial que estableixi una definició de sistema d'unitats de Planck. Alguns autors defineixen com a unitats base de Planck les de massa, longitud i temps, considerant redundant una unitat addicional per a la temperatura.( Per exemple, tant Frank Wilczek com Barton Zwiebach ho fan,(p54), igual que el llibre de text Gravitation.:1215) Altres tabulacions afegeixen, a més d'una unitat per a la temperatura, una unitat per a la càrrega elèctrica, de tal manera que la permitivitat del buit {\displaystyle \epsilon _{0}} també es normalitza a 1.
Algunes d'aquestes tabulacions també substitueixen la massa per l'energia en fer-ho. Depenent de l'elecció de l'autor, aquesta unitat de càrrega ve donada per
{\displaystyle q_{\text{P}}={\sqrt {4\pi \epsilon _{0}\hbar c}}\approx 1.875546\times 10^{-18}{\text{ C}}\approx 11.7\ e}
o 
{\displaystyle q_{\text{P}}={\sqrt {\epsilon _{0}\hbar c}}\approx 5.290818\times 10^{-19}{\text{ C}}\approx 3.3\ e.}
La càrrega de Planck i altres unitats electromagnètiques que es poden definir tals com la resistència i el flux magnètic, són més difícils d'interpretar que les unitats originals de Planck i són utilitzades amb menys freqüència.
En unitats del SI, els valors de c, h, e i kB són exactes i els valors de ε0 i G en unitats del SI tenen incerteses relatives de 1.5×10−10 i 2.2×10−5 respectivament. Per tant, les incerteses en els valors del SI de les unitats de Planck es deriven gairebé completament de la incertesa en el valor en SI de G.

## Característiques
El temps de Planck representa el temps que triga un fotó viatjant a la velocitat de la llum a travessar una distància igual a la longitud de Planck. Des de la perspectiva de la mecànica quàntica, s'ha considerat tradicionalment que el temps de Planck representa la unitat mínima que es podria mesurar en un principi; és a dir, que no seria possible mesurar ni discernir cap diferència entre l'univers en un instant específic de temps i en qualsevol instant separat per menys d'1 temps de Planck. No obstant això, les imatges de camp profund preses pel telescopi espacial Hubble l'any 2003 han qüestionat aquesta teoria. La predicció era que les imatges d'objectes situats a molt grans distàncies haurien de ser borroses. Això es deuria al fet que l'estructura discontínua de l'espai-temps en l'escala de Planck distorsionaria la trajectòria dels fotons, de la mateixa manera que l'atmosfera terrestre distorsiona les imatges dels objectes situats fora d'ella. No obstant això, aquestes imatges són més nítides del que s'esperava, cosa que ha estat interpretada com que el temps de Planck no és l'interval més curt de l'Univers.
L'edat estimada de l'Univers (4,3 × 1017 s) és aproximadament 8,1 × 1060 temps de Planck. En el temps de Planck, la llum en el buit recórre aproximadament 1,62 ×10-35 m.